# وادي الحسين (تعز)
وادي الحسين هي إحدى قرى الجمهورية اليمنية. تتبع جغرافيا لمحافظة تعز وإداريًا لمديرية خدير. يبلغ تعداد سكانها 6202 نسمة حسب الإحصاء الذي أجري عام 2004.